# Geitodoris immunda
Geitodoris immunda is een slakkensoort uit de familie van de Discodorididae. De wetenschappelijke naam van de soort is voor het eerst geldig gepubliceerd in 1894 door Bergh.